# Dolce far niente

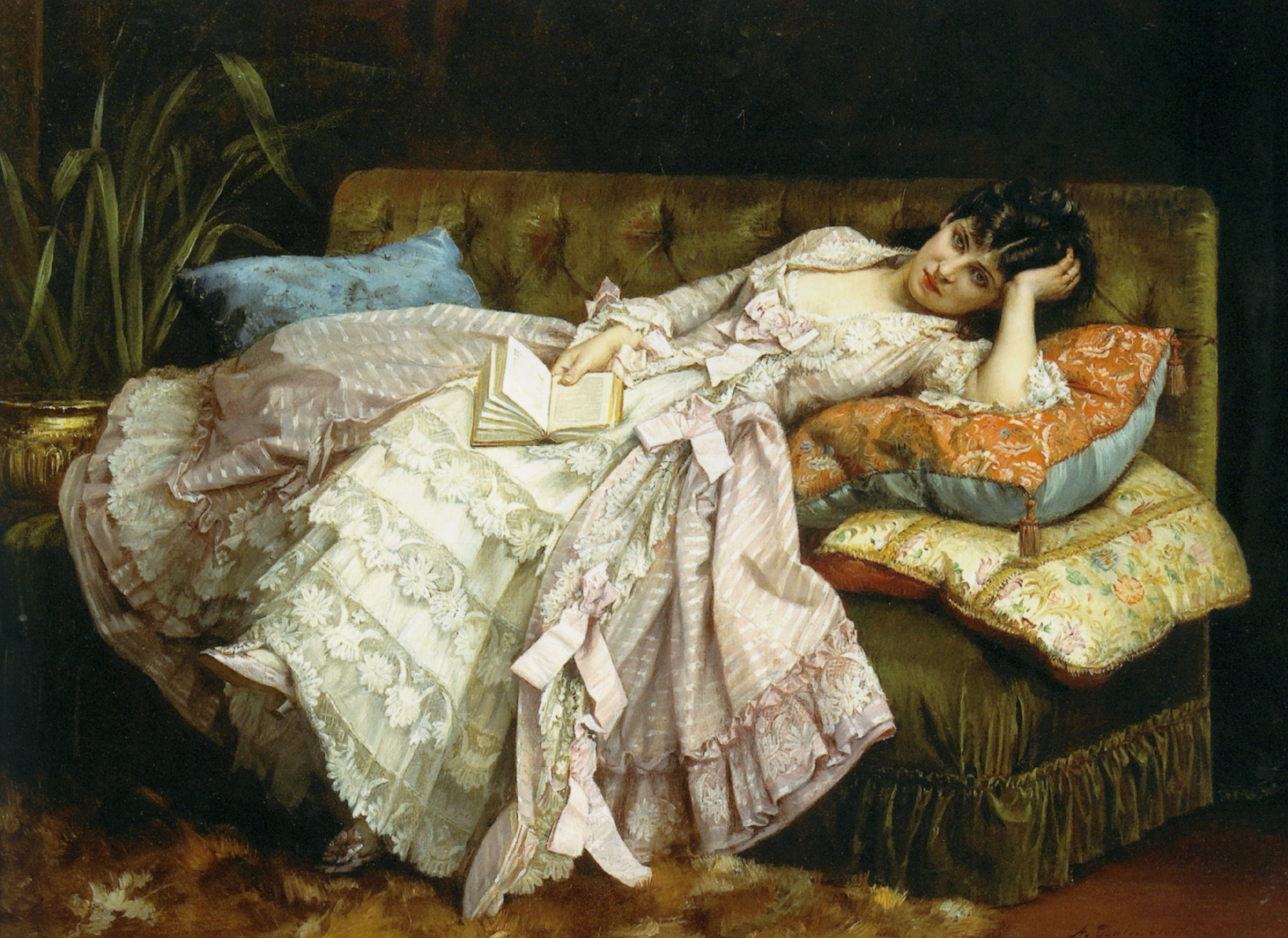
Dolce far niente av Auguste Toulmouche från 1877.

Dolce far niente är ett italienskt uttryck som kan översättas till det ljuvliga i att göra ingenting: behaglig sysslolöshet. Det finns en del konstverk som genom åren titulerats Dolce far niente. Bland annat ett verk av Hanna Pauli.